# Phyllanthus monroviae
Phyllanthus monroviae är en emblikaväxtart som beskrevs av Jean F.Brunel. Phyllanthus monroviae ingår i släktet Phyllanthus och familjen emblikaväxter.
Artens utbredningsområde är Liberia. Inga underarter finns listade i Catalogue of Life.